# Akaflieg Berlin B 9
Akaflieg Berlin B 9 là một loại máy bay thử nghiệm của Đức Quốc xã, do Akaflieg Berlin và Flugtechnische Fachgruppe phát triển vào thập niên 1940. Nó được thiết kế để đánh giá lợi ích khi phi công nằm sấp điều khiển máy bay.

## Tính năng kỹ chiến thuật
Đặc tính tổng quan
- Kíp lái: 1
- Chiều dài: 6,06 m (19 ft 11 in)
- Sải cánh: 9,4 m (30 ft 10 in)
- Chiều cao: 2,32 m (7 ft 7 in)
- Diện tích cánh: 11,9 m2 (128 foot vuông)
- Trọng lượng rỗng: 940 kg (2.072 lb)
- Trọng lượng có tải: 1.115 kg (2.458 lb)
- Sức chứa nhiên liệu: 95L
- Động cơ: 2 × Hirth HM 500 , 77 kW (103 hp)105PS mỗi chiếc

Hiệu suất bay
- Vận tốc cực đại: 250 km/h (155 mph; 135 kn)
- Trần bay: 4.000 m (13.123 ft)